# 天児民和
天児 民和（あまこ たみかず、1905年8月31日 - 1995年4月6日）は、日本の整形外科医。九州大学名誉教授。先祖は「滝根」と称していたが、明治三年の氏姓制度で「天児」姓を名乗る。「天児」は「あまがつ」と読み、『源氏物語』若菜にもみえる、災難を除くため祓に用いられた子供の人形のこと。しかし「あまがつ」と正確に読んでくれる人がいないため、呼びやすく「あまこ」にしたと伝え聞いている、という（『無常迅速』）。

## 経歴
神戸市出身。1926年九州帝国大学医学部入学、1930年卒業、1931年同整形外科教室入局、神中正一教授に師事。1936年ドイツ留学（ライプッチヒ大学整形外科学教室）、同年開催のベルリンオリンピックの嘱託医師などを務め、1936年医学博士、九州大学助教授、軍医をへて、1945年新潟医科大学教授、1949年新潟大学医学部付属病院長。1950年九州大学医学部整形外科教授、1958年九州大学医学部付属病院院長、1960年九州大学医学部長をへて1969年定年退官、名誉教授。1969年から1980年まで九州労災病院長を務める。

## 業績
整形外科学に脊髄損傷とそのリハビリテーションを含めた脊椎・脊髄外科をとりいれ、半月板を中心とした膝関節外科、骨系統疾患、骨軟部腫瘍や脊髄腫瘍など整形外科全般にわたり数多くの業績をあげた。また、当時ほとんどおこなわれていなかった骨、軟骨、筋組織の基礎的研究に道を開き、骨形成因子に関する広範かつ先進的な研究、リハビリテーションへの工学の導入など時代を先取りする新しい分野も開拓した。更に、1953年（昭和28年）には骨誘導の研究から我が国最初の同種骨移植のための骨銀行を設立し、骨欠損を伴う疾患の治療に大きな進歩をもたらした。
また、九大教授時代には行政的にも卓越した手腕を発揮し、着任早々の1951年（昭和26年）6月には、今日の西日本整形災害外科学会の前身である西日本整形災害外科集談会を創設し、学会誌「整形外科と災害外科」を発行して西日本地区における整形外科学の普及と発展に貢献した。また、全国に先駆けて骨腫瘍、骨系統疾患の登録制を敷き、今日の全国登録制の先鞭となった。さらに、1957年（昭和32年）7月には日本手の外科学会を創設し、日本における本分野の発展に努力した。さらに、日本整形災害外科学研究助成財団の設立、西日本各地区の肢体不自由児施設の設立など、後生に残る多くの事業を成し遂げた。1960年（昭和35年）には、九大医学部整形外科教室開講50周年を記念して、業績集の英文独文誌を作成している。
英国のパラリンピック創始者グッドマン博士の元に留学中であった中村裕博士と共に、東京オリンピック後の日本での最初のパラリンピックとなる東京大会誘致に尽力。
中村裕博士との共著「リハビリテイション-医学的更生指導と理学的療法」は当時、リハビリテーション医療のバイブルと呼ばれ、九大整形外科教室のリハビリ研究は全国の注目を浴び、「リハビリの陽は西から昇る」とまで言われた。

## 栄誉
- 1951年　第1回西日本整形・災害外科集談会　会長
- 1953年　第26回日本整形外科学会　会長
- 1957年　第1回日本手の外科学会　会長
- 1963年　第1回アジア形成外科学会　会長
- 1964年　西日本文化賞　受賞
- 1965年　ドイツ整形外科学会　名誉会員
- 1966年　第3回日本リハビリテーション医学会　会長
- 1966年　第1回日本パラプレジア医学会　会長
- 1967年　国際整形災害外科学会　日本代表
- 1968年　日本外科学会　特別会員
- 1968年　第12回日本リウマチ学会　会長
- 1975年　ドイツ一等功労十字勲章を受章
- 1977年　紺綬褒章を受章
- 1978年　英国整形外科学会　名誉会員
- 1978年　第14回SICOT（国際整形災害外科学会）京都大会　会長
- 1979年　朝日社会福祉賞を受賞
- 1979年　勲一等瑞宝章を受章（従五位）
- 1995年　従三位

## 著書
- 『佝僂病と骨骼変形』金原出版〈日本整形外科叢書〉 1954
- 『私の足あと』私家版 1965
- 『整形外科臨床40年』金原出版 1969

### 共編著
- 『外科学総論』友田正信,三宅博共編 南山堂 1955
- 『外科学各論』友田正信,三宅博共編 南山堂 1959
- 『整形外科学』共著 金原出版 1960
- 『リハビリティション 医学的更生指導と理学的療法』（中村裕共著） 南江堂 1960
- 『臨床整形外科全書』全6巻 名倉重雄,水町四郎共編 金原出版 1963-65
- 神中正一『整形外科学』補訂　南山堂、1964
- 『理学療法士・作業療法士教本』全4巻 共編 医歯薬出版 1965-66
- 『整形外科学概説』編 南山堂 1968
- 『骨・関節X線診断図譜』全3巻 編 金原出版 1968
- 『無常迅速』林道雄共著 西日本新聞社 1980

### 翻訳
- G.Kuntscher『髄内釘の実際』永井書店 1964
- Gerhard Kuntscher『骨折治癒の機序 仮骨を中心に』医学書院 1971

## 論文
- 天児民和